# Mont-Roc
Mont-Roc (okzitanisch Montròc) ist eine südfranzösische Gemeinde mit 192 Einwohnern (Stand 1. Januar 2022) im Département Tarn in der Region Okzitanien (vor 2016 Midi-Pyrénées). Mont-Roc gehört zum Arrondissement Castres und ist Teil des Kantons Le Haut Dadou (bis 2015 Montredon-Labessonnié).

## Geographie
Mont-Roc liegt im Regionalen Naturpark Haut-Languedoc, etwa 29 Kilometer südöstlich von Albi, am Dadou, der die Gemeinde im Norden und Westen begrenzt. An der südlichen Gemeindegrenze mündet der Dadounet in den Dadou. Umgeben wird Mont-Roc von den Nachbargemeinden Teillet im Norden und Nordwesten, Rayssac im Osten und Südosten, Arifat im Süden und Südwesten sowie Le Travet im Westen.

## Bevölkerungsentwicklung
| Jahr                      | 1962 | 1968 | 1975 | 1982 | 1990 | 1999 | 2006 | 2013 |
| Einwohner                 | 221  | 211  | 255  | 241  | 219  | 173  | 181  | 188  |
| Quelle: Cassini und INSEE |      |      |      |      |      |      |      |      |

## Sehenswürdigkeiten
- Kirche
- Mine von Mont-Roc